# Selat Baru
Selat Baru is een bestuurslaag in het regentschap Bengkalis van de provincie Riau, Indonesië. Selat Baru telt 7068 inwoners (volkstelling 2010).